# The Commission (album)
The Commission jest drugim studyjnym albumem amerykańskiego rapera Lil’ Keke’a. Jest to reedycja poprzedniego albumu z pięcioma nowymi utworami.

## Lista utworów
| #  | Tytuł                       | Producent    | Goście                           | Czas |
| -- | --------------------------- | ------------ | -------------------------------- | ---- |
| 1  | Southside                   | Double D     |                                  | 4:53 |
| 2  | Baller In The Mix           | Double D     | Herschelwood Hardheadz           | 4:16 |
| 3  | Gettin' Paid                | Prowler      |                                  | 4:45 |
| 4  | Pimps, Playas & Hustlas     | Prowler      | Fat Pat & Herschelwood Hardheadz | 4:29 |
| 5  | Still Pimpin Pens [Screwed] | Sean Jemison | DJ Screw                         | 4:04 |
| 6  | Don't You Know              | Sean Jemison | Madd Hatta & Phaz                | 4:04 |
| 7  | It's Going Down             | Sean Jemison |                                  | 3:57 |
| 8  | Fo' Sure                    | Mistah Luv   | Herschelwood Hardheadz           | 3:46 |
| 9  | Comin' Down                 | Double D     | Phaz                             | 4:21 |
| 10 | In The Door                 | Sean Jemison | Mobb Figgaz                      | 3:47 |
| 11 | Paper Money                 | Sean Jemison |                                  | 4:24 |
| 12 | Bounce and Turn             | Sean Jemison | Phaz                             | 4:24 |
| 13 | Wise Guys                   | Sean Jemison | Mobb Figgaz                      | 4:34 |
| 14 | Don't Mess Wit Texas        | Sean Jemison | Head & Knocky                    | 4:03 |